# ISO 3166-2:KW
ISO 3166-2:LB est l'entrée pour le Koweit dans l'ISO 3166-2, qui fait partie du standard ISO 3166, publié par l'Organisation internationale de normalisation (ISO), et qui définit des codes pour les noms des principales administration territoriales (e.g. provinces ou États fédérés) pour tous les pays ayant un code ISO 3166-1.

## Gouvernorats
Les gouvernorats sont libellés en arabe suivant la méthode de romanisation BGN/PCGN 1956
```
KW-AH 
Al Aḩmadī

KW-KU 
Al ‘Āşimah
 (variant : 
Al Kuwayt
)
KW-FA 
Al Farwānīyah

KW-JA 
Al Jahrā’

KW-HA 
Ḩawallī

KW-MU 
Mubārak al Kabīr
```

Historique des changements
- 13 décembre 2011 : Mise à jour et évolution de noms administratifs et mise à jour de la liste source.
- 27 novembre 2015 : Echange du nom de la subdivision avec la variation locale de KW-KU